# Les Loups (film, 2024)
Pour les articles homonymes, voir Les Loups.
Pour plus de détails, voir Fiche technique et Distribution.
Les Loups est un drame historique français réalisé par Isabelle Prim et sorti en 2025,.

## Fiche technique
Sauf indication contraire, les informations mentionnées dans cette section peuvent être confirmées par les bases de données cinématographiques IMDb et Allociné,  présentes dans la section « Liens externes ».
- Titre original : Les Loups
- Réalisation : Isabelle Prim
- Scénario : Isabelle Prim
- Musique : Géry Petit
- Décors : Philippe Quesne
- Costumes : Anna Carraud
- Photographie : Jean Doroszczuk
- Son : François Geslin et Mikaël Barre
- Montage : Isabelle Prim
- Production : 
  - Coproduction : Philippe Quesne
  - Production déléguée : Emmanuel Chaumet
- Société de production : Vivarium Studio
- Société de distribution : Ecce Films
- Pays de production :  France
- Langue originale : français
- Format : couleur — 2,39:1 — son 5.1
- Genre : Drame historique
- Durée : 94 minutes
- Dates de sortie :
  - France : 12 mars 2025

## Distribution
- Blandine Madec
- Charlotte Clamens
- Raphaël Thiéry
- Marc Susini
- Silvia Lippi
- Mélanie Traversier